# Катастрофа Canadair Sabre в Сакраменто
Катастрофа Canadair Sabre в Сакраменто — авиационная катастрофа, произошедшая 24 сентября 1972 года. Частный реактивный самолёт Canadair Sabre Mk. 5, пилотируемый Ричардом Бингемом, разбился при вылете из аэропорта Сакраменто, в котором проводилось авиашоу «Golden West Sport Aviation Air Show». Самолёт врезался в кафе-мороженое компании «Farrell's Ice Cream Parlour». 22 человека погибли и 28 получили ранения (включая пилота).

## Самолёт
Разбившимся самолётом был одномоторный реактивный истребитель Canadair Sabre с регистрационным номером N275X и серийным 1065. Построен для Королевских ВВС Канады в 1954 году. Был снят с вооружения в 1961 году и помещён на долгосрочное хранение. Продан в США в 1971 году и в том же году был куплен компанией Spectrum Air, Inc. из Новато, штат Калифорния.

## Катастрофа
Катастрофа произошла 24 сентября 1972 года, в 15:24. Самолет Canadair Sabre не смог набрать достаточную высоту при взлёте из аэропорта Сакраменто, в котором проводилось авиашоу «Golden West Sport Aviation Air Show». Очевидцы заявили, что нос самолёта был чрезмерно поднят. Sabre имеет, порой смертельно опасную управляемость при взлёте, если нос преждевременно отрывается от взлётно-посадочной полосы. Эта характеристика управляемости была общепризнана с начала 1950-х годов.
Самолет выкатился за пределы взлетно-посадочной полосы, врезался в земляную насыпь и прорвал сетчатое ограждение. Два внешних подкрыльевых топливных бака разорвались и воспламенились при столкновении с ограждением, создав огромный огненный шар. Самолёт продолжил движение по бульвару Фрипорт, врезался в движущийся автомобиль и на скорости 240 км/ч врезался в кафе-мороженое компании «Farrell’s Ice Cream Parlour». В кафе находились игроки юношеской футбольной команды «Сакраменто Форти Найнерс».
Погибло 22 человека, в том числе 12 детей. Из них двое погибли в результате столкновения автомобиля с самолётом на бульваре Фрипорт. Катастрофа могла бы унести гораздо больше жизней, если бы внешние топливные баки разорвались при столкновении с кафе-мороженое или если бы реактивный самолет не замедлился, врезавшись в транспортные средства, припаркованные перед кафе. Пострадали 28 человек, среди них пилот самолёта Бингхэм — он получил перелом ноги и руки.

## Последствия
Национальный совет по безопасности на транспорте США пришёл к выводу, что катастрофа произошла в результате ошибки пилота из-за отсутствия опыта управления реактивным самолетом. Бингхэм налетал на Canadair Sabre менее четырёх часов. Федеральное управление гражданской авиации изменило правила, регулирующие полёты бывших военных самолётов над густонаселёнными районами, и начало выдавать отдельные разрешения на такие полёты. Требования к пилотам также были ужесточены: начали требоваться проверки изготовителем самолёта или военными, а взлёты и посадки должны были бы наблюдаться инспектором для подтверждения квалификации.

## Мемориал
В 2002 году на месте катастрофы (ныне часть торгового центра «Freeport Square») был построен мемориал, освящённый в марте 2003 года. В 2012 году была проведена служба в ознаменование 40-й годовщины, чтобы почтить память жертв аварии.